# Földváry Miksa
Földváry Miksa (1884-ig Faul Miksa; Siklós, 1877. július 24. – Balatonfenyves, 1945. január 6.) erdőmérnök, minisztériumi tanácsos, a magyarországi természetvédelem előfutára.

## Élete
A selmecbányai Erdészeti Akadémián végzett. 1901-től állami alkalmazott, erdőőri szakiskolai tanár, erdőgondnok, majd erdőfelügyelő lett. 1925-ben debreceni erdőigazgatóvá nevezték ki. 1927-től mint miniszteri tanácsos a kaposvári erdőigazgatóság vezetője. 1938-tól a Természetvédelmi Tanács ügyvezető alelnöke lett. A Bakony hegység természetvédelmi kérdéseivel foglalkozott, illetve a szigetközi és csallóközi szigetvilág természeti felmérésében is részt vállalt.
Nyugdíjba vonulása után Budapestre költözött. 1944 decemberében a balatonfenyvesi nyaralójába utazott, s a háborús események miatt már nem sikerült visszautaznia Budapestre. Befogadott menekült tiszt védelme miatt szovjet katonák kivégezték.
A Balatonfenyvesi Fürdőegyesület elnöke volt. Veje Magyar Pál egyetemi oktató volt.

## Elismerései
- 2004 Balatonfenyves díszpolgára (posztumusz)
- 2005 Balatonfenyves emléktábla

## Művei
Útirajzokat is írt.
- 1928 Az erdő poézise. Erdészeti Lapok
- 1928 A Balaton környékének természeti emlékei. Budapest
- 1929 Magyarországi madárrezervátumok.
- 1931 A rigóci természetvédelmi liget. Természettudományi Közlöny
- 1931 Mecsekaljai gesztenyések. Természettudományi Közlöny
- 1932 Természeti emlékek a Mecsekben és környékén. Erdészeti Lapok
- 1933 A Bakonyhegység és a Bakonyalja természeti emlékei. Erdészeti Lapok
- 1933 Őserdő rezervációk az Északkeleti Kárpátokban. Erdészeti Lapok
- 1934 A hazai természetvédelem napjainkban. Debrecen
- 1935 Felsődunántúli természeti emlékek. Budapest
- 1935 Felsődunántúli természeti emlékek. Erdészeti Lapok 74/3
- 1940 A szegedi Fehértó, mint védett madármenedékhely. Budapest